# Nuoto ai Giochi della XXIV Olimpiade - 200 metri farfalla femminili

## Record
Prima di questa competizione, il record del mondo (WR) e il record olimpico (OR) erano i seguenti.
|  | 2'05"96 | Mary T. Meagher Stati Uniti | 13 agosto 1981 Los Angeles, Stati Uniti |
|  | 2'06"90 | Mary T. Meagher Stati Uniti | 4 agosto 1984 Los Angeles, Stati Uniti  |

Durante l'evento non è stato migliorato alcun record.

## Batterie
Si sono svolte 4 batterie di qualificazione. I primi 8 atleti si sono qualificati per la finale A (Q), i successivi 8 hanno invece disputato la finale B (q).
| #  | Batteria | Atleta              | Nazionalità      | Tempo   | Note |
| -- | -------- | ------------------- | ---------------- | ------- | ---- |
| 1  | 2        | Kathleen Nord       | Germania Est     | 2'11"81 | Q    |
| 2  | 3        | Birte Weigang       | Germania Est     | 2'11"97 | Q    |
| 3  | 4        | Mary T. Meagher     | Stati Uniti      | 2'12"35 | Q    |
| 4  | 4        | Conny van Bentum    | Paesi Bassi      | 2'12"41 | Q    |
| 5  | 4        | Stela Pura          | Romania          | 2'12"53 | Q    |
| 6  | 2        | Kiyomi Takahashi    | Giappone         | 2'12"68 | Q    |
| 7  | 3        | Trina Radke         | Stati Uniti      | 2'12"93 | Q    |
| 8  | 3        | Wang Xiaohong       | Cina             | 2'13"05 | Q    |
| 9  | 4        | Gabi Reha           | Germania Ovest   | 2'13"09 | q    |
| 10 | 2        | Mojca Cater         | Canada           | 2'13"21 | q    |
| 11 | 3        | Ina Beyermann       | Germania Ovest   | 2'13"56 | q    |
| 12 | 4        | Svitlana Kopchykova | Unione Sovietica | 2'15"26 | q    |
| 13 | 4        | Takayo Kitano       | Giappone         | 2'15"41 | q    |
| 14 | 2        | Mette Jacobsen      | Danimarca        | 2'15"78 | q    |
| 15 | 3        | Helen Bewley        | Gran Bretagna    | 2'17"10 | q    |
| 16 | 4        | Lynne Wilson        | Gran Bretagna    | 2'17"28 | q    |
| 17 | 4        | Donna Procter       | Australia        | 2'18"17 |      |
| 18 | 2        | Sandra Neves        | Portogallo       | 2'18"29 |      |
| 19 | 3        | Neviana Miteva      | Bulgaria         | 2'18"44 |      |
| 20 | 3        | Kim Soo-jin         | Corea del Sud    | 2'19"00 |      |
| 21 | 1        | Blanca Morales      | Guatemala        | 2'19"28 |      |
| 22 | 2        | Mo Wanlan           | Cina             | 2'19"56 |      |
| 23 | 1        | Marlene Bruten      | Messico          | 2'19"68 |      |
| 24 | 1        | Isabelle Arnould    | Belgio           | 2'20"74 |      |
| 25 | 3        | Claire Supiot       | Francia          | 2'21"65 |      |
| 26 | 1        | Chang Hui-chien     | Taipei cinese    | 2'25"50 |      |
| 27 | 1        | Nguyễn Kiều Oanh    | Vietnam          | 2'33"07 |      |
| -  | 2        | Donna McGinnis      | Canada           | SQ      |      |

## Finale B
| Posizione | Atleta              | Paese            | Tempo   | Note |
| --------- | ------------------- | ---------------- | ------- | ---- |
| 1         | Mojca Cater         | Canada           | 2'12"66 |      |
| 2         | Ina Beyermann       | Germania Ovest   | 2'12"74 |      |
| 3         | Gabi Reha           | Germania Ovest   | 2'14"20 |      |
| 4         | Svitlana Kopchykova | Unione Sovietica | 2'14"43 |      |
| 5         | Mette Jacobsen      | Danimarca        | 2'15"74 |      |
| 6         | Takayo Kitano       | Giappone         | 2'15"61 |      |
| 7         | Helen Bewley        | Gran Bretagna    | 2'17"11 |      |
| 8         | Lynne Wilson        | Gran Bretagna    | 2'18"66 |      |

## Finale A
| Posizione | Atleta           | Paese        | Tempo   | Note |
| --------- | ---------------- | ------------ | ------- | ---- |
| Oro       | Kathleen Nord    | Germania Est | 2'09"51 |      |
| Argento   | Birte Weigang    | Germania Est | 2'09"91 |      |
| Bronzo    | Mary T. Meagher  | Stati Uniti  | 2'10"80 |      |
| 4         | Stela Pura       | Romania      | 2'10"28 |      |
| 5         | Trina Radke      | Stati Uniti  | 2'11"55 |      |
| 6         | Kiyomi Takahashi | Giappone     | 2'11"62 |      |
| 7         | Wang Xiaohong    | Cina         | 2'12"34 |      |
| 8         | Conny van Bentum | Paesi Bassi  | 2'13"17 |      |